# Révai József (politikus)
Révai József, születési és 1916-ig használt nevén Lederer József (Budapest, 1898. október 12. – Balatonaliga, 1959. augusztus 4.) magyar politikus, író, a Magyar Tudományos Akadémia tiszteleti tagja, a Rákosi-korszak meghatározó kultúrpolitikusa és ideológusa, a teljhatalmú „négyesfogat” tagja, Révai Gábor apja.

## Élete

### Ifjúsága
Kispolgári zsidó családból származott. Apja Lederer Izsák, cservenkai születésű üveg- és porcelánkereskedő, anyja a bécsi származású Si(e)dwers Laura végzett tanítónő, testvére Révai Dezső fényképész volt. A fővárosban az Alkotmány utcai Kereskedelmi Akadémia felsőkereskedelmi iskolájában tanult, a PMKB-ban hivatalnoki munkát vállalt, majd Bécsben és Berlinben járt egyetemre, de nem diplomázott. Diákkorában kapcsolódott be a háborúellenes mozgalomba, részt vett a Galilei Kör és a forradalmi szocialisták munkájában. 1917-ben a Kassák Lajos vezette Ma és a A Tett munkatársa. 1917 novemberében György Mátyással, Komját Aladárral és Lengyel Józseffel együtt kivált a Kassák-csoportból. Miután Sallai Imre és Korvin Ottó mellett forradalmi szervezkedést folytatott, 1918 őszén alapító tagja lett a Kommunisták Magyarországi Pártjának, és kezdettől fogva munkatársa volt a Vörös Ujságnak. A Kun Béla, Lukács György és Szabó Ervin hatása alatt álló Révai a Tanácsköztársaság idején elméleti munkákat jelentetett meg, melyekben a munkáshatalom és diktatúra problémáit elemezte. Tagja volt a Budapesti Központi Forradalmi Munkás- és Katonatanácsnak.

### Az illegalitás és emigráció évei
A Tanácsköztársaság leverése után elhagyta Magyarországot. A bécsi emigrációban a Lukács György oldalán a Landler Jenő fémjelezte csoportosuláshoz csatlakozott, közben továbbra is a pártsajtóban tevékenykedett: 1920-ban a Proletár című hetilap, 1921-ben a Bécsi Vörös Újság, 1925-ben az Új Március munkatársa lett. Tevékenységének köszönhetően részt vehetett a Kommunisták Magyarországi Pártjának első kongresszusán a kongresszus titkárságának tagjaként. 1926-ban Lukáccsal együtt a párt Központi Bizottságának póttagjává lépett elő, ettől kezdve több ízben illegálisan visszatért Magyarországra. 1928-ban megszervezte a Budapesten megjelenő illegális pártlapot, a Kommunistát. Év végén a KMP KB teljes jogú tagjává vált. Álnéven megjelentek írásai a Szocialista Munkásban, a 100%-ban. 1930 elején részt vett a Kommunisták Magyarországi Pártja II. kongresszusán, ahol ő tartotta a párt parasztpolitikájáról szóló beszámolót, és mivel frakciózással vádolták meg, elvesztette helyét a KB-ban.
1930 végén ismét Magyarországra ment, ahol december 31-én letartóztatták és 3 évi börtönre ítélték. A börtönben írta két nagy tanulmányát: Szabó Ervin helye a magyar munkásmozgalomban (1931) és Marx és a magyar forradalom (1932). Kiszabadulása után, 1934 májusában Prágába, majd a Szovjetunióba ment, 1937 elejéig a Kominternben dolgozott a Végrehajtó Bizottság tagjaként. Részt vett a Komintern által ekkoriban támogatott népfrontpolitika elméleti és gyakorlati kérdéseinek kidolgozásában. Még Moszkvában házasodott össze az illegális mozgalomban 1934-ben megismert Grünwald Líviával. 1937–39 között ismét Csehszlovákiában élt, ahol a Dolgozók Lapja és a Magyar Nap munkatársa volt. Csehszlovákia német megszállása után Lengyelországon és Svédországon keresztül a Szovjetunióba menekült, és élt. A második világháború alatt a Kossuth Rádió irányítója volt. Részt vett a magyar hadifoglyok között folytatott antifasiszta agitációban, többek között az Igaz Szó című antifasiszta hadifogolylap szerkesztőjeként 1942–1944 között. Gerő Ernővel ő véglegesítette 1944 őszén az új pártprogramot.

### Vezető pozíciókban
1944 novemberében tért haza. A „moszkoviták” egyikeként Rákosi Mátyás, Gerő Ernő és Farkas Mihály mellett az ún. „négyesfogat” tagja volt, bár a legszűkebb vezetői körbe még ő sem tartozott bele (kihagyták a titkos Honvédelmi Bizottságból, ráadásul folyamatos megfigyelés alatt tartották). 1945 áprilisától 1956-ig az MKP – 1948-tól Magyar Dolgozók Pártja (MDP) – Központi Vezetőségének (KV), 1953-ig pedig Politikai Bizottságának (PB) is tagja volt. Közben 1945-től 1950-ig a párt lapja, a Szabad Nép főszerkesztőjeként tevékenykedett. 1947-ben ő és Farkas Mihály képviselte Magyarországot a Kominform megalakulásánál, ahol önkritikára kényszerült, amiért az elfogadott szovjet állásponttal szemben a többpártrendszer fennmaradásával számolt, és nem fogadta el a népfront proletárdiktatúrával történő azonosítását. 1950–1951 során az MDP főtitkár-helyettesévé lépett elő.
Pártbéli tisztségei mellett fontos állami tisztségeket is viselt. Kezdetben Szegeden dolgozott, részt vett a Magyar Nemzeti Függetlenségi Front megszervezésében és 1945 áprilisáig szerkesztette a Dél-Magyarország című lapot. Szegedi képviselőként tagja volt a debreceni Ideiglenes Nemzetgyűlésnek, majd 1945. január 26-tól az államfői jogokat gyakorló 3 tagú Nemzeti Főtanács póttagja, május 11-től szeptember 27-ig pedig rendes tagja volt. 1945 novemberében és 1947 augusztusában Csongrád és Csanád vármegyében szerzett országgyűlési mandátumot, és mindkét ciklusban aktív parlamenti munkát végzett az MKP-MDP frakcióvezetőjeként és az országgyűlés politikai bizottságának tagjaként. 1947 októberében a parlament külügyi bizottságának elnökségét is megszerezte. 1949 májusában a Magyar Függetlenségi Népfront Csongrád megyei listájáról szerzett mandátumot, és júniusban népművelési miniszterré nevezték ki. Tárcáját 1953-ig viselte, a Dobi- és a Rákosi-kormányban.
1948-tól 1953-ig ő volt a magyar kulturális élet teljhatalmú irányítója. Nevéhez fűződik a szocialista realizmus elveinek kidolgozása, primátusának meghirdetése és könyörtelen érvényre juttatása, az 1948-as iskolaállamosítás és a Magyar Tudományos Akadémia átszervezése, amiért 1949-ben Gerő Ernővel együtt a testület tiszteleti tagjává választották. Hatalmával élve döntő szerepet vállalt a Lukács-vita (1949–1950) és a Felelet-vita (1952) lezárásában.

### A csúcson túl
Röviddel a Rákosi-kormány bukása előtt, 1953 júniusában párthatározatban marasztalták el a kultúra terén gyakorolt egyeduralmáért, ezért kizárták a PB-ből és a KV Titkárságából, valamint tárcáját is elvesztette. A Népköztársaság Elnöki Tanácsának súlytalan elnökhelyettesi tisztségével kárpótolták, továbbá a Társadalmi Szemle című, elméleti pártfolyóirat főszerkesztőjévé fokozták le. 1956 júliusában, miután a XX. SZKP-kongresszuson elítélték a sztálinizmust és ő maga kemény bírálatot fogalmazott meg Rákosi Mátyással szemben, ismét a PB tagja lett a rehabilitált Kádár Jánossal és Marosán Györggyel együtt. Az 1956-os forradalom során, október 25-én ismét kizárták a PB-ből, és a szovjet nagykövetség segítségével a Szovjetunióba menekült, ahonnan csak 1957 áprilisában tért vissza.
A forradalmat követően Révai a minél könyörtelenebb megtorlásért szállt síkra, elutasította az ideológiai megújulást, valamint mentegette a régi pártvezetést és irányvonalat, reménykedve Rákosi és Gerő visszatérésében. Miután a Kádár János mögött álló többség visszautasította, elfogadta a többségi álláspontot, ezért a Magyar Szocialista Munkáspárt Központi Bizottságának (MSZMP KB) tagjává válhatott, és megmaradt a NET alelnökének is. 1958 novemberében NET-alelnökségét elvesztette, bár haláláig a testület tagja maradt. Évek óta tartó szívbetegsége következtében halt meg 1959-ben.

## Díjai, elismerései
- A Magyar Szabadság érdemrend ezüst fokozata (1946)
- Kossuth-érdemrend (második osztály) (1948)
- A Köztársasági Elnök Elismerésének Koszorúja, arany fokozat (1948)
- Kossuth-díj (1949)
- A Magyar Népköztársasági Érdemrend, I. fokozat (1950)
- A Magyar Népköztársaság Érdemrendje (1953)
- A Munka Vörös Zászló Érdemrendje (1958)

## Főbb művei
- Tizenegyedik ige című verse (in: Vörös Újság, Bp., 1919)[8]
- Polgári forradalom – proletárforradalom; Közoktatásügyi Népbiztosság, Bp., 1919
- Kállai Gyula–Révai József: Népiség, demokrácia, szocializmus; Téka, Bp., 1943 (Társadalmi könyvtár)
- Kossuth Lajos; Szikra, Szeged, 1944
- Az ország újjáépítésének politikai előfeltételei. 1945. június 12.; Szikra Ny., Bp., 1945 (M. K. P. Szeminárium)
- Mit tett pártunk a magyar népért? Révai József beszéde a választási agitátorokhoz 1945. aug. 20-án; Tiszántúl Ny., Debrecen 1945
- Kommunisták a Nemzetgyűlésen. Gerő Ernő, Keresztes Mihály, Révai József beszéde; Szikra, Bp., 1945
- Ady; Szikra, Bp., 1945
- A magyar demokrácia nemzeti jellege. Beszéd a közalkalmazottak nagygyűlésén 1945. szeptember 13.; Szikra, Bp., 1945
- Választási agitációnk és programmunk főbb szempontjai Révai József előadása az agitátorok részére 1945. aug. 30-án; Tiszántúli Lapkiadó, Szolnok, 1945
- Révai József beszéde az ideiglenes nemzetgyűlés 7. ülésén 1945. október 12.; Szikra, Bp., 1945
- Miért harcol a kommunista párt. A független, szabad, demokratikus Magyarországért? 1945. február 8.; Szikra Ny., Bp., 1945 (M. K. P. Szeminárium)
- A nemzeti összefogás politikája; Szikra, Bp., 1946 (Szemináriumi füzetek)
- Marxizmus és magyarság. Tanulmányok, cikkek; Szikra, Bp., 1946
- Marxizmus és népiesség; Szikra, Bp., 1946
- Kommunisták a nemzetgyűlésen. Rajk László beszéde 1945. dec. 1-én, Révai József beszéde 1945. dec. 4-én; Szikra Ny., Bp., 1946
- A demokrácia önkritikája; Szikra Ny., Bp., 1946
- Ady Endre. Révai József előadása; Szikra, Bp., 1946
- A nemzeti felemelkedés útja. Rákosi Mátyás beszámolója, Révai József etc. felszólalásai a Magyar Kommunista Párt 3. kongresszusán; Szikra, Bp., 1946
- A parasztságért! Rákosi Mátyás beszéde a Magyar Kommunista Párt kecskeméti parasztnapján 1946. aug. 20-án. Révai József vezércikke a Szabad Nép 1946. aug. 25-i számában; Szikra, Bp., 1946
- A népi demokrácia kérdései. Gerő Ernő, Rajk László, stb. felszólalásai a Magyar Kommunista Párt 3. kongresszusán; Szikra, Bp., 1946
- Munkásegység; Szikra, Bp., 1946 (A Magyar Kommunista Párt politikai akadémiája)
- Petőfi Sándor; Szikra, Bp., 1946 (A Magyar Kommunista Párt politikai akadémiája)
- A demokratikus nevelés szelleme; Szikra, Bp., 1947
- A magyar értelmiség útja. 1947. aug. 12-én a Zeneakadémián tartott előadás; Szikra, Bp., 1947
- Az összeesküvés tanulságai; Szikra, Bp., 1947
- A válság tanulságai; Szikra, Bp., 1947
- A NÉKOSz helyzete és jeladatai. Révai József előadása a NÉKOSz kommunista nagyaktíváján; MINSZ, Bp., 1948 (Magyar Ifjúság Népi Szövetsége)
- A párt: élcsapat / Farkas Mihály beszéde a Nagybudapesti Pártfunkcionáriusok Értekezletén 1948. szeptember 17-én / A MDP Politikai Bizottságának 1948. szeptember 2-i határozata a tagfelvételi és tagjelöltfelvételi zárlatról. Révai József vezércikke a Szabad Nép 1948. szeptember 5-i számából; Szikra, Bp., 1948
- Az egyház és demokrácia kérdéséhez. Négy különlenyomat. Révai József, Orbán László, Losonczy Géza cikkei; MKP Országos Oktatási Osztálya, Bp., 1948
- Rákosi Mátyás, Révai József beszédei 1948. márc. 15-én. Kossuth, Petőfi, Táncsics szellemében; Szikra, Bp., 1948
- Marxizmus, népiesség, magyarság; Szikra, Bp., 1948
- A szociáldemokrata két irányzata; hozzászólás Horváth Zoltán; Szikra, Bp., 1948
- 48 útján; Szikra, Bp., 1948
- Rákosi Mátyás, Révai József centenáris beszéde. Kossuth, Petőfi, Táncsics szellemében; Hungária Ny., Bp., 1948
- Harcba a népi demokrácia egyeteméért – öntudatos, szakképzett értelmiségért! Révai József beszéde, Lukács György előadása, Szalai Béla zárószava; MEFESZ, Bp., 1948
- A népi demokrácia kérdései. Révai József előadása alapján; MKP Országos Oktatási Osztálya, Bp., 1948 (Oktatási füzetek Városi tanfolyam Politikai ismeretek)
- Rákosi Mátyás, Révai József, Horváth Márton: 30 éves a magyar kommunista mozgalom; Szikra Ny., Bp., 1948
- Ady-tanulmányok; Szikra, Bp., 1949
- Lenin útján; Szikra, Bp., 1949
- A reformkorszak. A pesti nép a 48-as forradalomban. Táncsics, Petőfi, Kossuth. 1948 időszerű tanulságai; MDP Központi Vezetősége Oktatási Osztálya, Bp., 1949
- Megvédjük a békét: Révai József beszéde. Jóboru Magda megnyitója és zárszava, Mekis József, Bereczky Albert, stb. hozzászólásai. 1949. márc. 25-én; Magyar Értelmiség Nemzeti Bizottsága, Bp., 1949
- Mit értünk el négy év alatt?; MDP., Bp., 1949
- Rákosi Mátyás a MDP Központi Vezetősége 1949. márc. 5-6-iki ülésén elhangzott zárszava. Révai József hozzászólása népi demokráciánk fejlődése és a proletárdiktatúra kérdéséről; Szikra Ny., Bp., 1949
- Élni tudtunk a szabadsággal. Válogatott cikkek és beszédek. 1945–1949; Szikra, Bp., 1949
- Lenin útján; Szikra, Bp., 1949
- Petőfi; Szikra, Bp., 1949
- Megvédjük a békét! Révai József beszéde 1949. márc. 23-án; Magyar Értelmiség Nemzeti Bizottsága, Bp., 1949
- Rákosi Mátyás a MDP Központi Vezetősége 1949. márc. 5-6-iki ülésén elhangzott zárszava / Révai József hozzászólása népi demokráciánk fejlődése és a proletárdiktatúra kérdéséről; Szikra Ny., Bp., 1949
- A Magyar népi demokrácia jellege és fejlődése; Szikra, Bp., 1950 (A Magyar Dolgozók Pártja Pártfőiskolájának előadásai)
- Molotov V. M.–Jacques Duclos–Révai József: A béke védelméről; Szikra, Bp., 1950 (Nemzetközi kérdések)
- A Magyar Dolgozók Pártja Központi Vezetőségének határozata a magyar népgazdaság fejlesztésének legközelebbi feladatairól / A Magyar Dolgozók Pártja Központi Vezetőségének határozata a klerikális reakció elleni harcról. Gerő Ernő és Révai József elvtárs beszámolója; MDP, Bp., 1950
- Irodalmi tanulmányok; Szikra, Bp., 1950
- Harc a béke megvédéséért! Révai József 1950. szept. 15-én tartott előadása; Athenaeum, Bp., 1950
- Révai József felszólalása a Magyar Dolgozók Pártja 2. kongresszusán; MDP, Bp., 1951
- A Rákosi-per; Szabad Győr Ny., Győr, 1952
- Kulturális forradalmunk kérdései; Szikra, Bp., 1952
- Marx és az 1848-as magyar forradalom; Szikra, Bp., 1953
- Válogatott irodalmi tanulmányok; jegyz. Bóka László et al.; Kossuth, Bp., 1960 (Pártmunkások könyvtára)
- Válogatott történelmi írások, 1-2.; vál., jegyz. F. Majlát Auguszta; Kossuth, Bp., 1966
- A Magyar Kommunista Párt Központi vezetőségének tevékenysége; MSZMP Politikai Főiskola, Nemzetközi Munkásmozgalom Története tanszék, Bp., 1968
- Petőfi; szerk., bev. Bodnár György; Kossuth, Bp., 1973 (Esztétikai kiskönyvtár)
- József Attila; szerk., bev., jegyz. Erki Edit; Kossuth, Bp., 1974 (Esztétikai kiskönyvtár)
- Ifjúkori írások 1917–1919; sajtó alá rend. F. Majlát Auguszta, Agárdi Péter, közrem. Gábor Sándorné, Rusznyák Péter; Akadémiai, Bp., 1981 (Irodalom, szocializmus)

## Idézetek
A mi követelésünk a magyar kultúra munkásai felé: hogy tanuljanak a szovjet kultúrától, hogy immár ne Párizsra, hanem Moszkvára vessék vigyázó szemüket, tulajdonképpen azt jelenti: tanuld meg a szovjet kultúrától, a szovjet művészettől, hogyan kell a magyar dolgozó nép számára alkotni.